# 1138 en santé et médecine
| Années de la santé et de la médecine : 1135 - 1136 - 1137 - 1138 - 1139 - 1140 - 1141    |
| Décennies de la santé et de la médecine : 1100 - 1110 - 1120 - 1130 - 1140 - 1150 - 1160 |

Cet article présente les faits marquants de l'année 1138 en santé et médecine.

## Fondations
- « Un hôpital ou aumônerie qui port[e] le nom de saint Benoît » est attestée à Paris, rue des Thermes-du-Palais, puis des Mathurins-Saint-Jacques et aujourd'hui Du Sommerard, dans une charte du roi Louis VII[1].
- Fondation à Bath en Angleterre, par l'évêque Robert de Lewes (en), d'un petit hôpital situé près des sources chaudes et voué à l'entretien de douze lépreux[2].
- Vers 1138 : l'archidiacre William de St. Clare fonde à Northampton, dans le diocèse de Lincoln, en Angleterre, une aumônerie qu'il place sous le vocable de saint Jean (Hospital of St. John[3]).

## Personnalités
- Fl. Ibodo, médecin, cité dans une charte de Barthélemy de Jur, évêque de Laon[4].
- 1137-1138 : fl. Azzon, maître en médecine, cité dans des actes concernant un certain Mathieu, de Péronne[4].

## Naissance
- 30 mars : Maïmonide (mort en 1204), philosophe et médecin juif andalou, médecin, à Damas, du fils de Saladin, Al-Afdhal, à la demande duquel il rédige la plupart de ses traités médicaux, dont le Traité sur l'asthme et la Guérison par l'esprit[5].

## Décès
- 1138 ou 1139 : Avempace (né vers 1070), philosophe, mathématicien et médecin arabe[6],[7],[8].
- Vers 1138-1140 : Obizo (né à une date inconnue), médecin à la cour de Louis VI le Gros[9].